# Liste der Bodendenkmäler in Parsberg
Auf dieser Seite sind die Bodendenkmäler in der Oberpfälzer Stadt Parsberg zusammengestellt. Diese Tabelle ist eine Teilliste der Liste der Bodendenkmäler in Bayern. Grundlage ist die Bayerische Denkmalliste, die auf Basis des Bayerischen Denkmalschutzgesetzes vom 1. Oktober 1973 erstmals erstellt wurde und seither durch das Bayerische Landesamt für Denkmalpflege geführt wird. Die folgenden Angaben ersetzen nicht die rechtsverbindliche Auskunft der Denkmalschutzbehörde.

## Bodendenkmäler der Gemeinde Parsberg

### Gemarkung Darshofen
| Lage                          | Objekt | Akten-Nr.     | Bild |
| ----------------------------- | --- | ------------- | ---- |
| Darshofen Parsberg (Standort) | Untertägige Befunde im Bereich der Katholischen Pfarrkirche Allerheiligen in Darshofen. Siehe auch: Allerheiligen (Darshofen) | D-3-6836-0107 |      |
| Darshofen Parsberg (Standort) | Abgegangene Kirche Allerheiligen in der mittelalterlichen Wüstung Altenkirchen, ehemals Pfarrkirche von Darshofen mit abgegangenem Ortsfriedhof. Kirche vermutlich um 1600 aufgelassen, Friedhof 1766 zur 1716–19 neu erbauten Pfarrkirche verlegt. | D-3-6836-0108 |      |
| Darshofen Parsberg (Standort) | Mittelalterliche Wüstung Altenkirchen. | D-3-6836-0109 |      |
| Darshofen Parsberg (Standort) | Höhle H 43 mit Funden der Jungsteinzeit, der frühen Bronzezeit, der Urnenfelderzeit und der Frühlatènezeit. | D-3-6836-0110 |      |
| Darshofen Parsberg (Standort) | Vorgeschichtliches Gräberfeld mit teils verebneten Grabhügeln und Grabfunden der Frühlatènezeit- und Frühbronzezeit, endpaläolithische/mesolithische Freilandstation, hallstattzeitliche und latènezeitliche Siedlungen.                            | D-3-6836-0111 |      |
| Darshofen Parsberg (Standort) | Vorgeschichtlicher Bestattungsplatz mit mindestens zwei Grabhügeln, daraus Grabfunde der Bronzezeit und Frühlatènezeit. | D-3-6836-0112 |      |
| Darshofen Parsberg (Standort) | Vorgeschichtlicher Bestattungsplatz mit mindestens einem Grabhügel, daraus Grabfunde der Bronzezeit. | D-3-6836-0113 |      |
| Darshofen Parsberg (Standort) | Vorgeschichtlicher Bestattungsplatz mit verebneten Grabhügeln, Siedlung der Latènezeit. | D-3-6836-0114 |      |
| Darshofen Parsberg (Standort) | Bestattungsplatz der Bronzezeit und Hallstattzeit mit mindestens einem Grabhügel. | D-3-6836-0115 |      |
| Darshofen Parsberg (Standort) | Vorgeschichtlicher Bestattungsplatz mit verebneten Grabhügeln. | D-3-6836-0116 |      |
| Darshofen Parsberg (Standort) | Vorgeschichtlicher Bestattungsplatz mit verebneten Grabhügeln. | D-3-6836-0117 |      |
| Darshofen Parsberg (Standort) | Vorgeschichtliche Grabhügel, Siedlungen der Urnenfelderzeit, der Späthallstatt-/Frühlatènezeit und der Spätlatènezeit. | D-3-6836-0118 |      |
| Darshofen Parsberg (Standort) | Ein oder zwei vorgeschichtliche Grabhügel. | D-3-6836-0119 |      |
| Darshofen Parsberg (Standort) | Vorgeschichtlicher Bestattungsplatz mit mindestens 14 Grabhügeln. | D-3-6836-0120 |      |
| Darshofen Parsberg (Standort) | Vorgeschichtlicher Bestattungsplatz mit verebnetem Grabhügel. | D-3-6836-0122 |      |
| Darshofen Parsberg (Standort) | Mesolithische Freilandstation, Siedlungen der Jungsteinzeit und der Urnenfelderzeit, vorgeschichtliches Gräberfeld mit verebneten Grabhügeln. | D-3-6836-0123 |      |
| Darshofen Parsberg (Standort) | Siedlungen der Urnenfelderzeit sowie der frühen und späten Latènezeit. | D-3-6836-0124 |      |
| Darshofen Parsberg (Standort) | Siedlungen der Urnenfelderzeit und der Spätlatènezeit. | D-3-6836-0125 |      |
| Darshofen Parsberg (Standort) | Mesolithische Freilandstation, Siedlungen der Urnenfelderzeit, der Späthallstatt-/Frühlatènezeit und der Spätlatènezeit, vorgeschichtlicher Bestattungsplatz mit Brandgräbern.                                                                      | D-3-6836-0126 |      |
| Darshofen Parsberg (Standort) | Ein vorgeschichtlicher Grabhügel. | D-3-6836-0127 |      |
| Darshofen Parsberg (Standort) | Archäologische Befunde und Funde im Bereich der Katholischen Filialkirche St. Georg in Kerschhofen, darunter die Spuren von Vorgängerbauten bzw. älteren Bauphasen. Siehe auch: St. Georg (Kerschhofen)                                             | D-3-6836-0128 |      |
| Darshofen Parsberg (Standort) | Paläolithische/mesolithische Freilandstation. | D-3-6836-0139 |      |
| Darshofen Parsberg (Standort) | Endpaläolithische/mesolithische Freilandstation, metallzeitliche Siedlung. | D-3-6836-0140 |      |
| Darshofen Parsberg (Standort) | Abri mit Funden der Urnenfelderzeit. | D-3-6836-0146 |      |
| Darshofen Parsberg (Standort) | Endpaläolithische/mesolithische Freilandstation. | D-3-6836-0148 |      |
| Darshofen Parsberg (Standort) | Mesolithische Freilandstation, urnenfelderzeitliche und latènezeitliche Siedlungen. | D-3-6836-0149 |      |
| Darshofen Parsberg (Standort) | Mesolithische Freilandstation, Siedlungen der Urnenfelderzeit und der Latènezeit. | D-3-6836-0150 |      |
| Darshofen Parsberg (Standort) | Mesolithische Freilandstation, latènezeitliche Siedlung. | D-3-6836-0151 |      |
| Darshofen Parsberg (Standort) | Mesolithische Freilandstation. | D-3-6836-0152 |      |
| Darshofen Parsberg (Standort) | Untertägige Befunde im Bereich der Katholischen Kirche St. Maria in Eglwang, darunter die Spuren eines Vorgängerbaus. Siehe auch: St. Maria (Eglwang)                                                                                               | D-3-6836-0174 |      |
| Darshofen Parsberg (Standort) | Siedlungen der Jungsteinzeit, der Frühbronzezeit, der Urnenfelderzeit und der Späthallstatt-/Frühlatènezeit. | D-3-6836-0175 |      |
| Darshofen Parsberg (Standort) | Vorgeschichtliche Siedlung. | D-3-6836-0176 |      |
| Darshofen Parsberg (Standort) | Mesolithische Freilandstation, latènezeitliche Siedlung. | D-3-6836-0177 |      |
| Darshofen Parsberg (Standort) | Mesolithische Freilandstation. | D-3-6836-0178 |      |

### Gemarkung Degerndorf
| Lage                          | Objekt | Akten-Nr.     | Bild |
| ----------------------------- | --- | ------------- | ---- |
| Degerndorf Lupburg (Standort) | Vorgeschichtlicher Bestattungsplatz mit Grabhügeln. | D-3-6836-0076 |      |
| Degerndorf Lupburg (Standort) | Siedlung der Hallstattzeit, vorgeschichtlicher Bestattungsplatz mit mindestens zwei verebneten Grabhügeln sowie Funden der Späthallstatt- und Frühlatènezeit. | D-3-6836-0078 |      |
| Degerndorf Lupburg (Standort) | Vorgeschichtlicher Bestattungsplatz mit Grabhügeln. | D-3-6836-0079 |      |

### Gemarkung Herrnried
| Lage                          | Objekt | Akten-Nr.     | Bild |
| ----------------------------- | --- | ------------- | ---- |
| Herrnried Parsberg (Standort) | Vorgeschichtlicher Bestattungsplatz mit Grabhügeln. | D-3-6836-0062 |      |
| Herrnried Parsberg (Standort) | Archäologische Befunde des Mittelalters und der frühen Neuzeit im Bereich des ehemaligen Hofmarkschlosses Herrnried und der zugehörigen ehemalige Schlosskapelle St. Mariä Heimsuchung in Herrnried, jeweils mit Spuren von Vorgängerbauten bzw. älterer Bauphasen. Siehe auch: Schloss Herrnried, Mariä-Heimsuchung-Kirche (Herrnried) | D-3-6836-0154 |      |

### Gemarkung Hörmannsdorf
| Lage                             | Objekt | Akten-Nr.     | Bild |
| -------------------------------- | --- | ------------- | ---- |
| Hörmannsdorf Parsberg (Standort) | Mittelalterlicher Turmhügel Oedenthurn. | D-3-6736-0001 |      |
| Hörmannsdorf Parsberg (Standort) | Wallanlage vor- und frühgeschichtlicher Zeitstellung. Siehe auch: Burgstall Oedenthurn | D-3-6736-0002 |      |
| Hörmannsdorf Parsberg (Standort) | Gräberfeld der Bronzezeit und Hallstattzeit mit ehemals mindestens drei Grabhügeln. | D-3-6736-0003 |      |
| Hörmannsdorf Parsberg (Standort) | Vorgeschichtliche Wallanlage, Höhensiedlung der Späthallstatt-/Frühlatènezeit. Siehe auch: Ringwall Stiglerfelsen | D-3-6736-0004 |      |
| Hörmannsdorf Parsberg (Standort) | Archäologische Befunde und Funde des Mittelalters und der frühen Neuzeit im Bereich der Pfarrkirche St. Willibald in Hörmannsdorf, darunter die Spuren von Vorgängerbauten bzw. älteren Bauphasen sowie Teile des abgegangenen historischen Ortsfriedhofes. Siehe auch: St. Willibald (Hörmannsdorf) | D-3-6736-0101 |      |
| Hörmannsdorf Parsberg (Standort) | Bestattungsplatz der Hallstattzeit mit verebneten Grabhügeln, Siedlung der Spätlatènezeit. | D-3-6736-0133 |      |

### Gemarkung Lupburg
| Lage               | Objekt                                              | Akten-Nr.     | Bild |
| ------------------ | --------------------------------------------------- | ------------- | ---- |
| Lupburg (Standort) | Siedlung vor- und frühgeschichtlicher Zeitstellung. | D-3-6836-0035 |      |

### Gemarkung Parsberg
| Lage                | Objekt | Akten-Nr.     | Bild |
| ------------------- | --- | ------------- | ---- |
| Parsberg (Standort) | Gräberfelder mit insgesamt mindestens 8 meist verebneten vorgeschichtlichen Grabhügeln, daraus Grabfunde der Bronzezeit, Hallstatt- und Frühlatènezeit.                                                                                             | D-3-6836-0097 |      |
| Parsberg (Standort) | Mittelalterliche Wüstung. | D-3-6836-0098 |      |
| Parsberg (Standort) | Urnenfelderzeitliche Höhensiedlung, vor- oder frühgeschichtlicher Ringwall, Höhle H 44 mit archäologischen Funden. Siehe auch: Ringwall Buchberg und Ringwall Buchenberg                                                                            | D-3-6836-0099 |      |
| Parsberg (Standort) | Bestattungsplatz des Mittelalters und/oder der frühen Neuzeit im Bereich einer Richtstätte. | D-3-6836-0100 |      |
| Parsberg (Standort) | Vorgeschichtlicher Bestattungsplatz mit Grabhügeln. | D-3-6836-0101 |      |
| Parsberg (Standort) | Archäologische Befunde des Mittelalters und der frühen Neuzeit im Bereich des ehemaligen Schlosses und der Burgruine Parsberg. Siehe auch: Burg Parsberg                                                                                            | D-3-6836-0102 |      |
| Parsberg (Standort) | Archäologische Befunde und Funde im Bereich der Katholischen Pfarrkirche St. Andreas in Parsberg, darunter die Spuren von Vorgängerbauten bzw. älterer Bauphasen sowie der abgegangene historische Ortsfriedhof. Siehe auch: St. Andreas (Parsberg) | D-3-6836-0103 |      |
| Parsberg (Standort) | Untertägige Befunde der abgegangenen Marktbefestigung von Parsberg mit zwei Toren. | D-3-6836-0104 |      |
| Parsberg (Standort) | Archäologische Befunde und Funde des Mittelalters und der Neuzeit im historischen Stadtkern von Parsberg. | D-3-6836-0105 |      |
| Parsberg (Standort) | Vorgeschichtlicher Bestattungsplatz mit Grabhügeln. | D-3-6836-0121 |      |
| Parsberg (Standort) | Vorgeschichtlicher Bestattungsplatz mit Grabhügeln. | D-3-6836-0156 |      |
| Parsberg (Standort) | Vorgeschichtlicher Bestattungsplatz mit mindestens einem Grabhügel. | D-3-6836-0157 |      |
| Parsberg (Standort) | Vorgeschichtlicher Bestattungsplatz mit mindestens zwei Grabhügeln. | D-3-6836-0158 |      |
| Parsberg (Standort) | Vorgeschichtlicher Bestattungsplatz mit Grabhügeln. | D-3-6836-0159 |      |

### Gemarkung Rudenshofen
| Lage                            | Objekt | Akten-Nr.     | Bild |
| ------------------------------- | --- | ------------- | ---- |
| Rudenshofen Parsberg (Standort) | Siedlungen der frühen Bronzezeit und der Hallstattzeit. | D-3-6836-0069 |      |
| Rudenshofen Parsberg (Standort) | Siedlungen der Bronzezeit und der Hallstattzeit. | D-3-6836-0070 |      |
| Rudenshofen Parsberg (Standort) | Siedlung der Bronzezeit, Brandgräber der Hallstattzeit. | D-3-6836-0073 |      |
| Rudenshofen Parsberg (Standort) | Gräberfeld mit mindestens zwei vorgeschichtlichen Grabhügeln. | D-3-6836-0130 |      |
| Rudenshofen Parsberg (Standort) | Gräberfeld mit mindestens sechs vorgeschichtlichen Grabhügeln, mesolithische Station, neolithische Siedlung. | D-3-6836-0131 |      |
| Rudenshofen Parsberg (Standort) | Vorgeschichtlicher Bestattungsplatz mit teils verebneten Grabhügeln. | D-3-6836-0132 |      |
| Rudenshofen Parsberg (Standort) | Vorgeschichtlicher Bestattungsplatz mit Grabhügeln. | D-3-6836-0133 |      |
| Rudenshofen Parsberg (Standort) | Gräberfeld mit mindestens sechs vorgeschichtlichen Grabhügeln. | D-3-6836-0134 |      |
| Rudenshofen Parsberg (Standort) | Archäologische Befunde des Mittelalters und der frühen Neuzeit im Bereich der Katholischen Filialkirche St. Andreas in Rudenshofen, darunter die Spuren von Vorgängerbauten bzw. älterer Bauphasen. Siehe auch: St. Andreas (Rudenshofen) | D-3-6836-0136 |      |
| Rudenshofen Parsberg (Standort) | Mesolithische Freilandstation, Siedlungen des Spätneolithikums und der vorgeschichtlichen Metallzeiten. | D-3-6836-0137 |      |
| Rudenshofen Parsberg (Standort) | Mesolithische Station, Siedlung des Neolithikums. | D-3-6836-0138 |      |
| Rudenshofen Parsberg (Standort) | Siedlung der Urnenfelderzeit. | D-3-6836-0144 |      |
| Rudenshofen Parsberg (Standort) | Siedlung der Urnenfelderzeit und der Latènezeit. | D-3-6836-0155 |      |
| Rudenshofen Parsberg (Standort) | Archäologische Befunde und Funde im Bereich der katholischen Kirche St. Laurentius in Hackenhofen, darunter die Spuren von Vorgängerbauten bzw. älteren Bauphasen. Siehe auch: St. Laurentius (Hackenhofen)                               | D-3-6836-0164 |      |
| Rudenshofen Parsberg (Standort) | Mittelalterlicher Adelssitz von Hackenhofen. | D-3-6836-0165 |      |
| Rudenshofen Parsberg (Standort) | Archäologische Befunde und Funde im Bereich der katholischen Pfarrkirche St. Martin in Klapfenberg, darunter die Spuren von Vorgängerbauten bzw. älteren Bauphasen. Siehe auch: St. Martin (Klapfenberg)                                  | D-3-6836-0167 |      |
| Rudenshofen Parsberg (Standort) | Siedlung der Späthallstatt-/Frühlatènezeit. | D-3-6836-0254 |      |

### Gemarkung Willenhofen
| Lage                            | Objekt | Akten-Nr.     | Bild |
| ------------------------------- | --- | ------------- | ---- |
| Willenhofen Parsberg (Standort) | Bestattungsplatz der Bronzezeit, Hallstatt- und Frühlatènezeit mit Grabhügeln.                                               | D-3-6836-0056 |      |
| Willenhofen Parsberg (Standort) | Vorgeschichtlicher Bestattungsplatz mit Grabhügeln.                                                                          | D-3-6836-0057 |      |
| Willenhofen Parsberg (Standort) | Vorgeschichtlicher Bestattungsplatz mit verebneten Grabhügeln.                                                               | D-3-6836-0058 |      |
| Willenhofen Parsberg (Standort) | Untertägige Befunde im Bereich der Katholischen Kirche St. Mauritius in Willenhofen. Siehe auch: St. Mauritius (Willenhofen) | D-3-6836-0170 |      |
| Willenhofen Parsberg (Standort) | Abgegangene Kirche St. Moritz.                                                                                               | D-3-6836-0171 |      |